# Nomada wyomingensis
Nomada wyomingensis är en biart som beskrevs av Swenk 1913. Nomada wyomingensis ingår i släktet gökbin, och familjen långtungebin. Inga underarter finns listade i Catalogue of Life.